# Guy de Gisbourne

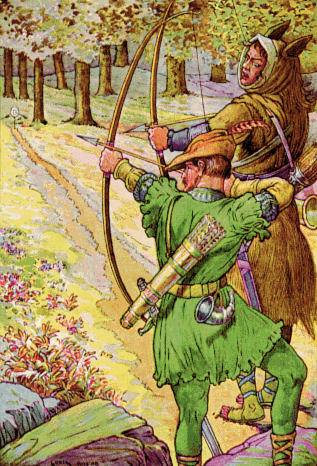
"Robin Shoots with Sir Guy" de Louis Rhead. Illustration pour Bold Robin Hood and His Outlaw Band: Their Famous Exploits in Sherwood Forest

Sire Guy de Gisbourne (également orthographié Gisburne, Gisborne, Gysborne ou Gisborn) est un personnage de la légende de Robin des Bois du folklore anglais. Il apparaît d'abord dans "Robin des bois et Guy de Gisborne" (Ballades de Child 118), où il est un tueur à gages qui tente de tuer Robin des bois mais est finalement tué par lui. Dans des représentations ultérieures, il est devenu un rival romantique de Robin pour l'amour de Marianne.

## Contexte
La ballade de Child "Robin des Bois et Guy de Gisborne" date de 1650 mais l'histoire est beaucoup plus ancienne que cela, à juger par les similitudes avec la pièce de théâtre de 1475, dont un fragment est conservé à la bibliothèque du Trinity College de Cambridge.

## Résumé de la ballade dans la version de Child
Robin des bois et Petit Jean traversent la forêt. Robin lui parle d'un mauvais rêve qu'il a eu, il s'agissait de deux hommes qui l'attaquaient. Tout en parlant, ils aperçoivent un étranger au loin appuyé contre un arbre. Petit Jean dit à Robin d'attendre pendant qu'il va à la rencontre de l'étranger, mais Robin insiste pour y aller lui-même, ne voulant pas être accusé de lâcheté. Jean est alors capturé par le shérif de Nottingham et attaché à un arbre, pour être pendu. Pendant ce temps, Robin se dirige vers l'étranger, Guy de Gisborne, qui est vêtu d'une robe en peau de cheval.
La tenue de Guy est décrite ainsi:
Une épée et un poignard qu'il portait à ses côtés,
De nombreux hommes, le fléau;
Et il était vêtu de son capull-hyde [ peau de cheval]
Topp et tayll et mayne
[ . . . ]
«Je viens de Dale et Downe», dit-il,
«Et Robin pour prendre je suis ma belle;
Et quand je suis appelé par mon vrai nom
Je suis le Guy du bon Gisborne. 
Guy est un tueur à gages à la recherche de Robin des bois. Ils participent tous les deux à un concours de tir à l'arc, et Robin gagne facilement. Robin révèle alors son identité à Guy et les deux hommes se battent. Lorsque Robin trébuche, Guy le poignarde, mais après une brève prière à Marie, Robin le tue avec son épée. Il revêt le cuir de cheval distinctif, coupe la tête de Guy, le colle sur le bout de son arc et coupe le visage, le rendant méconnaissable. Il souffle ensuite la corne de Guy pour signaler la victoire au shérif. Déguisé en Guy et portant ce qu'il fait passer pour la tête de Robin des bois, Robin va sauver Petit Jean. Il convainc le shérif d'être autorisé à tuer Petit Jean, mais le coupe avec un "couteau irlandais",,,. Jean prend alors un arc et tire dans le cœur du shérif.

## Dans la culture populaire
Bien qu'il ait fait de nombreuses apparitions dans les variantes des légendes de Robin des bois des XIXe et XXe siècles, la seule constante de Guy est la méchanceté, mais un thème fréquent est "l'histoire du triangle amoureux" impliquant Robin, Marianne et Guy, un thème adopté à partir des adaptations théâtrales du XIXe siècle.

### Littérature
Dans le roman de Howard Pyle, The Merry Adventures of Robin Hood (publié en 1883), il est présenté comme un hors-la-loi grossier connu pour sa cruauté et ses habitudes meurtrières.
Dans le roman de 1984 de Simon Hawke, The Ivanhoe Gambit, Sir Guy est le shérif de Nottingham et marié à Marianne, qui s'enfuit pour rejoindre les Joyeux compagnons après trois tentatives infructueuses de l'assassiner.
Dans le roman de Stephen R. Lawhead, Hood ( King Raven Trilogy ) de 2006, Sir Guy est un chevalier, il est le principal homme de main d'Abbott Hugo de Rainault.

### Cinéma
Dans la version 1912 de Robin des bois, il est déterminé à épouser Marianne et capture Robin; il l'attache à un arbre, mais à la fin du film, les rôles sont inversés.
Dans le film muet avec Douglas Fairbanks, Robin Hood et dans le film d'Errol Flynn de 1938 Les Aventures de Robin des bois, il est un noble, joué par Paul Dickey et Basil Rathbone, respectivement. Dans ces deux versions, Guy est le principal partisan du prince Jean et un homme bien plus proéminent et dangereux que le shérif de Nottingham. Le prince Jean propose Guy à Marianne en tant que futur mari. Guy apparaît comme un rival à Robin pour le cœur de Marianne. Dans le film de 1938, Robin engage Guy dans un duel à mort, tandis que dans le film de 1922, Robin l'attaque sans épée et le tue à mains nues.
Guy est absent du film Robin des bois de 1973. Au lieu de cela, il est remplacé par Sir Hiss (interprété par Terry-Thomas).
Le rôle de Guy de Gisbourne a également été interprété sur un film de Tom Baker ( The Zany Adventures of Robin Hood en 1984) et Michael Wincott (dans le film Robin des Bois, prince des voleurs en 1991) où il est le cousin du shérif. Dans le film de 1991, Guy est assassiné par le shérif à la moitié du film après avoir échoué à plusieurs reprises à capturer Robin.
Dans le film Robin de bois de 2010 réalisé par Ridley Scott, l'acteur Mark Strong mentionne dans des interviews promotionnelles que son personnage, Sir Godfrey, est basé sur Guy de Gisbourne.
Dans le Robin des Bois de 2018, Sir Gisborne (interprété par Paul Anderson) était le commandant de Robin pendant les croisades, mais Robin s'est retourné contre lui quand il l'a vu tuer un jeune homme alors même que le père du garçon plaidait pour la miséricorde. Après que Robin ait adopté son identité de justicier, Gisborne est rappelé en Angleterre par le shérif pour traquer le hors-la-loi, mais malgré la réputation de ses hommes, ils ne sont pas à la hauteur de la formation de Robin.

### Télévision
Gisbourne a été interprété par Robert Addie dans la série télévisée britannique Robin of Sherwood de 1984 à 1986 et dans le téléfilm de 1991, Jürgen Prochnow joue "Sir Miles Folcanet", un personnage qui ressemble beaucoup aux versions modernes de Guy.
Il a été interprété par Clive Revill dans l'épisode de Star Trek : La Nouvelle Génération Qpid dans sa quatrième saison. Q envoie l'équipage de l'USS Enterprise dans un scénario Robin des bois de sa création où ils doivent sauver la vie de l'amant occasionnel du capitaine Picard, Vash, qui doit épouser Sir Guy ou être exécuté.
Dans les années 1990, la comédie CBBC, Maid Marian and her Merry Men, Guy est interprété par Ramsay Gilderdale, il est le neveu du roi Jean. Il est stupide au point d'être délirant, se croyant avoir un ami de l'espace nommé "Plop Bop". Il s'habille de temps en temps comme une fée de prune à sucre ou plus généralement comme un bouffon de la cour, et est généralement méprisé par les héros et les méchants.
Dans le Robin des Bois de la BBC en 2006, Guy de Gisborne est interprété beaucoup plus sérieusement par Richard Armitage, et est l'adjoint du shérif de Nottingham, et, dirige les terres de Robin en son absence. Il est à l'origine décrit comme un personnage sombre, et est montré comme un exécuteur actif de la cruauté du shérif (qu'il n'approuve pas toujours), mais en même temps, il est amoureux de Marianne, montrant des tentatives contradictoires de se racheter à ses yeux.
Dans la série "The Wode" de J Tullos Hennig en 2014, Guy, né Gamelyn, était un ami d'enfance et un amoureux de Rob avant de devenir templier et de revenir en tant que Guy de Gisbourne.